# Johanna von Navarra

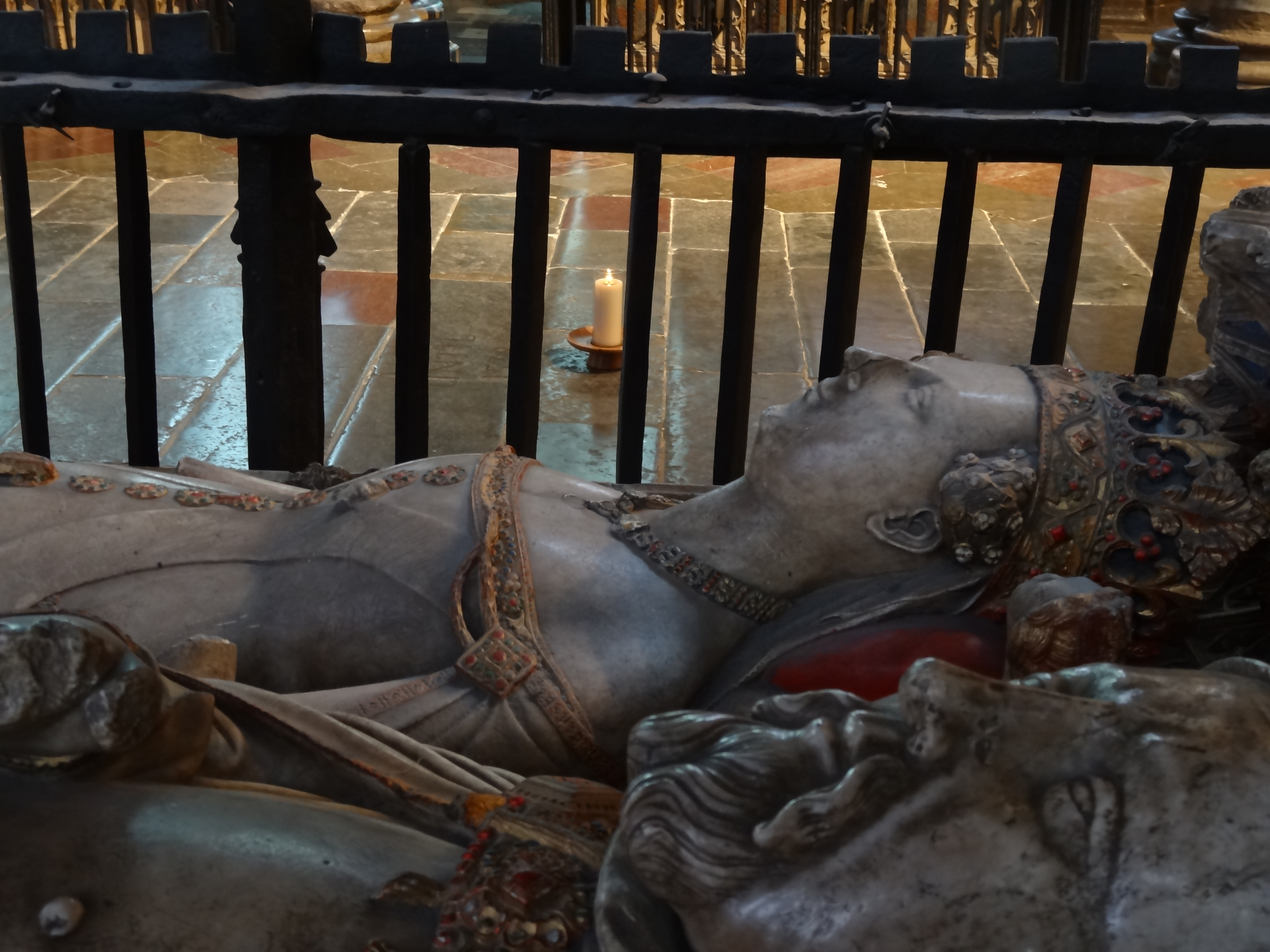
Grab der Johanna von Navarra neben ihrem zweiten Ehemann, Heinrich IV. (in der Canterbury Cathedral, England)

Johanna von Navarra, LG (* um 1370; † 9. Juli 1437 in Havering-atte-Bower) war durch Ehe mit den Herzog Johann V. von Bretagne zunächst Herzogin von Bretagne und durch eine zweite Ehe mit König Heinrich IV. Queen Consort von England. Sie war während der Minderjährigkeit ihres Sohnes Regentin der Bretagne. 1419 wurde sie wegen des Verdachts der Hexerei inhaftiert, kam aber 1422 wieder frei.

## Leben

### Herzogin der Bretagne
Johanna wurde um 1370 als die Tochter des Königs Karl II. von Navarra und der Johanna von Frankreich, einer Tochter des Königs Johann II. von Frankreich geboren. Johanna heiratete 1386 den deutlich älteren Herzog Johann V. von Bretagne. Johannas Vater gab ihr 12.000 Livre und eine jährliche Pension von 60.000 Livre als Mitgift mit. Gleichzeitig gelang es ihm, mit seinem Schwiegersohn auszuhandeln, dass ein Drittel der Besitztümer des Herzogs als Johannas Wittum im Falle seines Todes vorgesehen sind.
Johanna und Johann V. hatten neun Kinder, von denen sieben die frühe Kindheit überlebten. Als der Herzog 1399 starb, war Johanna im Alter von Anfang 30 eine wohlhabende Frau. Sie übernahm auch zunächst die Regentschaft über die Bretagne für ihren minderjährigen Sohn Johann, bis dieser 1401 als Johann VI. Herzog wurde.

### Königin von England

Wappen von Johanna nach Heirat mit Heinrich IV. von England

1402 machte der ebenfalls verwitwete englische König Heinrich IV. Johanna einen Heiratsantrag. Bevor die Heirat stattfinden konnte, mussten jedoch einige Hindernisse überwunden werden: Die bretonischen Magnaten hatten Einwände dagegen, dass Johanna ihre minderjährigen Söhne außer Landes nach England bringt. Ihr wurde erlaubt, ihre Töchter mit nach England zu nehmen, aber die Vormundschaft für ihre unmündigen Söhne musste sie Philipp, dem Herzog von Burgund, übergeben. Außerdem mussten Heinrich und Johanna einen päpstlichen Dispens beantragen, um heiraten zu können, da sie nach mittelalterlichem Recht zu nah miteinander verwandt waren.
Johanna und Heinrich heirateten schließlich am 8. Februar 1403 in Winchester; am 26. Februar 1403 wurde Johanna in London zur Königin von England gekrönt. Nach der Heirat mit Heinrich wurde Johanna ein Wittum von 10.000 Mark zugesprochen, außerdem erhielt sie viele der Ländereien, die der englischen Königin traditionell zustanden. Der Rat der Königin, geleitet von ihrem Schatzmeister John Chandeler, verwaltete sowohl ihre englischen Ländereien als auch ihre betronischen Besitzungen. Bemerkenswert ist, dass Johanna keine ihrer Besitzungen nach der Heirat an Heinrich übertrug; sie brachte keine Mitgift mit in die Ehe.
Johannas finanzielle Unabhängigkeit sowie die Größe und Kosten für ihre bretonische Gefolgschaft am Hof waren wohl die Ursache für anti-bretonische Ressentiments. Das englische Parlament forderte wiederholt die Entfernung aller Ausländer aus dem Haushalt der Königin. 1404 war Johanna schließlich gezwungen, einen großen Teil ihres aus Franzosen und Italienern bestehenden Hofstaates zu entlassen, nur ihre Töchter und eine kleine Zahl von Bediensteten durften bleiben.
Johanna hielt auch in England weiter Kontakt zu ihren Kindern auf dem europäischen Kontinent. König Heinrich IV. und Johanna hatten keine Kinder, aber Johanna unterhielt ein gutes Verhältnis mit ihrem ältesten Stiefsohn, dem späteren Heinrich V., und stellte sich oft in den Auseinandersetzungen zwischen Heinrich IV. und dessen Sohn auf die Seite des Jüngeren. 1413 starb Heinrich IV. und wurde in Westminster Abbey begraben. Heinrichs Sohn bestieg als Heinrich V. den Thron.
Johanna zog sich als Königswitwe auf ihre Ländereien zurück, bis sie 1419 überraschend wegen Hexerei angeklagt wurde, weil sie versucht haben soll, Heinrich V. zu vergiften. Sie wurde verhaftet und Wertsachen aus ihrem königlichen Haushalt konfisziert. Die Autorin Amy License vermutet, dass hinter der Anklage ein Schachzug Heinrich V. stand, um an das Vermögen von Johanna zu kommen, da er für eine anstehende Heirat mit Catherine von Valois größere Mittel benötigte und der königliche Etat bereits überzogen war. Johanna war als Witwe ohne neuen Ehemann an ihrer Seite ein leichtes Ziel für Angriffe, zumal der Vorwurf der Hexerei zu der Zeit leicht geäußert werden konnte.
Johannas Fall kam nie vor Gericht. Sie wurde an verschiedenen Orten gefangen gehalten, unter anderem in Pevensey Castle, ein abgelegener Ort an der Küste von Sussex. Trotz ihrer Gefangenschaft war sie in der Lage, einen gewissen Lebensstil aufrechtzuerhalten, so sind Ausgaben für kostbare Kleidung, Medizin, Angestellte und reichhaltiges Essen dokumentiert. Während ihrer Gefangenschaft zog Heinrich jedoch einen großen Teil ihrer Besitztümer ein.
1422, kurz vor dem Tod Heinrichs V., wurden Teile ihrer Ländereien an sie zurück übergeben, und sie wurde schließlich freigelassen. Da die Rolle der Königswitwe inzwischen von Heinrichs Witwe, Catherine de Valois, eingenommen wurde, hatte Johanna keine zeremonielle Rolle am Hof mehr zu spielen. Sie lebte während der Regierungszeit Heinrichs VI. zurückgezogen unter anderem auf Nottingham Castle.
Kurz nach ihrer Freilassung aus der Haft hatte Johanna für ihren verstorbenen Ehemann, Heinrich IV., und sich selbst eine Grabkammer in der Trinity Chapel in der Kathedrale von Canterbury in Auftrag gegeben. Als Johanna 1437 starb, wurde sie dort neben Heinrich IV. begraben.

## Vorfahren
| Ludwig Graf von Évreux | Ludwig Graf von Évreux | Ludwig Graf von Évreux | Ludwig Graf von Évreux | Ludwig Graf von Évreux | Ludwig Graf von Évreux |              |              | Margarete von Artois | Margarete von Artois | Margarete von Artois | Margarete von Artois | Margarete von Artois | Margarete von Artois |                      |                      | Ludwig X.            | Ludwig X.            | Ludwig X. | Ludwig X. | Ludwig X.              | Ludwig X.              |                        |                        | Margarete von Burgund  | Margarete von Burgund  | Margarete von Burgund | Margarete von Burgund | Margarete von Burgund | Margarete von Burgund |  |  | Philipp VI. von Frankreich | Philipp VI. von Frankreich | Philipp VI. von Frankreich | Philipp VI. von Frankreich | Philipp VI. von Frankreich | Philipp VI. von Frankreich |                     |                     | Johanna von Burgund | Johanna von Burgund | Johanna von Burgund | Johanna von Burgund | Johanna von Burgund    | Johanna von Burgund    |                        |                        | Johann von Luxemburg   | Johann von Luxemburg   | Johann von Luxemburg | Johann von Luxemburg | Johann von Luxemburg | Johann von Luxemburg |                     |                     | Eliska Premyslovna  | Eliska Premyslovna  | Eliska Premyslovna | Eliska Premyslovna | Eliska Premyslovna | Eliska Premyslovna |
| Ludwig Graf von Évreux | Ludwig Graf von Évreux | Ludwig Graf von Évreux | Ludwig Graf von Évreux | Ludwig Graf von Évreux | Ludwig Graf von Évreux |              |              | Margarete von Artois | Margarete von Artois | Margarete von Artois | Margarete von Artois | Margarete von Artois | Margarete von Artois |                      |                      | Ludwig X.            | Ludwig X.            | Ludwig X. | Ludwig X. | Ludwig X.              | Ludwig X.              |                        |                        | Margarete von Burgund  | Margarete von Burgund  | Margarete von Burgund | Margarete von Burgund | Margarete von Burgund | Margarete von Burgund |  |  | Philipp VI. von Frankreich | Philipp VI. von Frankreich | Philipp VI. von Frankreich | Philipp VI. von Frankreich | Philipp VI. von Frankreich | Philipp VI. von Frankreich |                     |                     | Johanna von Burgund | Johanna von Burgund | Johanna von Burgund | Johanna von Burgund | Johanna von Burgund    | Johanna von Burgund    |                        |                        | Johann von Luxemburg   | Johann von Luxemburg   | Johann von Luxemburg | Johann von Luxemburg | Johann von Luxemburg | Johann von Luxemburg |                     |                     | Eliska Premyslovna  | Eliska Premyslovna  | Eliska Premyslovna | Eliska Premyslovna | Eliska Premyslovna | Eliska Premyslovna |
|                        |                        |                        |                        |                        |                        |              |              |                      |                      |                      |                      |                      |                      |                      |                      |                      |                      |           |           |                        |                        |                        |                        |                        |                        |                       |                       |                       |                       |  |  |                            |                            |                            |                            |                            |                            |                     |                     |                     |                     |                     |                     |                        |                        |                        |                        |                        |                        |                      |                      |                      |                      |                     |                     |                     |                     |                    |                    |                    |                    |
|                        |                        |                        |                        | Philipp III.           | Philipp III.           | Philipp III. | Philipp III. | Philipp III.         | Philipp III.         |                      |                      |                      |                      |                      |                      |                      |                      |           |           | Johanna von Frankreich | Johanna von Frankreich | Johanna von Frankreich | Johanna von Frankreich | Johanna von Frankreich | Johanna von Frankreich |                       |                       |                       |                       |  |  |                            |                            |                            |                            | Johann II. der Gute        | Johann II. der Gute        | Johann II. der Gute | Johann II. der Gute | Johann II. der Gute | Johann II. der Gute |                     |                     |                        |                        |                        |                        |                        |                        |                      |                      | Jutta von Luxemburg  | Jutta von Luxemburg  | Jutta von Luxemburg | Jutta von Luxemburg | Jutta von Luxemburg | Jutta von Luxemburg |                    |                    |                    |                    |
|                        |                        |                        |                        | Philipp III.           | Philipp III.           | Philipp III. | Philipp III. | Philipp III.         | Philipp III.         |                      |                      |                      |                      |                      |                      |                      |                      |           |           | Johanna von Frankreich | Johanna von Frankreich | Johanna von Frankreich | Johanna von Frankreich | Johanna von Frankreich | Johanna von Frankreich |                       |                       |                       |                       |  |  |                            |                            |                            |                            | Johann II. der Gute        | Johann II. der Gute        | Johann II. der Gute | Johann II. der Gute | Johann II. der Gute | Johann II. der Gute |                     |                     |                        |                        |                        |                        |                        |                        |                      |                      | Jutta von Luxemburg  | Jutta von Luxemburg  | Jutta von Luxemburg | Jutta von Luxemburg | Jutta von Luxemburg | Jutta von Luxemburg |                    |                    |                    |                    |
|                        |                        |                        |                        |                        |                        |              |              |                      |                      |                      |                      |                      |                      |                      |                      |                      |                      |           |           |                        |                        |                        |                        |                        |                        |                       |                       |                       |                       |  |  |                            |                            |                            |                            |                            |                            |                     |                     |                     |                     |                     |                     |                        |                        |                        |                        |                        |                        |                      |                      |                      |                      |                     |                     |                     |                     |                    |                    |                    |                    |
|                        |                        |                        |                        |                        |                        |              |              |                      |                      |                      |                      | Karl II. von Navarra | Karl II. von Navarra | Karl II. von Navarra | Karl II. von Navarra | Karl II. von Navarra | Karl II. von Navarra |           |           |                        |                        |                        |                        |                        |                        |                       |                       |                       |                       |  |  |                            |                            |                            |                            |                            |                            |                     |                     |                     |                     |                     |                     | Johanna von Frankreich | Johanna von Frankreich | Johanna von Frankreich | Johanna von Frankreich | Johanna von Frankreich | Johanna von Frankreich |                      |                      |                      |                      |                     |                     |                     |                     |                    |                    |                    |                    |
|                        |                        |                        |                        |                        |                        |              |              |                      |                      |                      |                      | Karl II. von Navarra | Karl II. von Navarra | Karl II. von Navarra | Karl II. von Navarra | Karl II. von Navarra | Karl II. von Navarra |           |           |                        |                        |                        |                        |                        |                        |                       |                       |                       |                       |  |  |                            |                            |                            |                            |                            |                            |                     |                     |                     |                     |                     |                     | Johanna von Frankreich | Johanna von Frankreich | Johanna von Frankreich | Johanna von Frankreich | Johanna von Frankreich | Johanna von Frankreich |                      |                      |                      |                      |                     |                     |                     |                     |                    |                    |                    |                    |
|                        |                        |                        |                        |                        |                        |              |              |                      |                      |                      |                      |                      |                      |                      |                      |                      |                      |           |           |                        |                        |                        |                        |                        |                        |                       |                       |                       |                       |  |  |                            |                            |                            |                            |                            |                            |                     |                     |                     |                     |                     |                     |                        |                        |                        |                        |                        |                        |                      |                      |                      |                      |                     |                     |                     |                     |                    |                    |                    |                    |
|                        |                        |                        |                        |                        |                        |              |              |                      |                      |                      |                      |                      |                      |                      |                      |                      |                      |           |           |                        |                        |                        |                        |                        |                        |                       |                       | Johanna von Navarra   |                       |  |  |                            |                            |                            |                            |                            |                            |                     |                     |                     |                     |                     |                     |                        |                        |                        |                        |                        |                        |                      |                      |                      |                      |                     |                     |                     |                     |                    |                    |                    |                    |

## Nachkommen
Mit Johann V. von Bretagne hatte Johanna neun Kinder:
- Johanna (* 12. August 1387 in Nantes; † 7. Dezember 1388)
- Isabelle (* Oktober 1388, † Dezember 1388)
- Johann VI. (* 24. Dezember 1389 auf Château de l’Hermine; † 29. August 1442), Herzog der Bretagne
- Marie (* 18. Februar 1391; † 18. Dezember 1446), ⚭ mit Herzog Johann I. von Alençon
- Margarethe (* 1392; † 13. April 1428), ⚭ mit Alain IX., Vizegraf von Rohan
- Arthur III. von Richmond (24. August 1393; † 26. Dezember 1458), Connétable von Frankreich und Herzog der Bretagne
- Gilles (1394; † 19. Juli 1412)
- Richard (1395, † 2. Juni 1438 in Clisson), Graf von Etampes
- Blanche (1397; † 1419), ⚭ mit Graf Johann IV. von Armagnac